# Barragem de Namorada
A barragem de Namorada localiza-se no concelho de Beja, distrito de Beja, Portugal. Situa-se no barranco de Santa Luzia. A barragem foi projectada em 1996.

## Barragem
É uma barragem de aterro (terra homogénea). Possui uma altura de 14,7 m acima da fundação (10,18 m acima do terreno natural) e um comprimento de coroamento de 472,5 m (largura 5 m). O volume da barragem é de 95.000 m³. Possui uma capacidade de descarga máxima de 1,98 (descarga de fundo) + 46,66 (descarregador de cheias) m³/s.

## Albufeira
A albufeira da barragem apresenta uma superfície inundável ao NPA (Nível Pleno de Armazenamento) de 0,46 km² e tem uma capacidade total de 1,543 Mio. m³; a capacidade útil é de 1,507 Mio. m³. As cotas de água na albufeira são: NPA de 173 metros, NMC (Nível Máximo de Cheia) de 173,91 metros e NME (Nível Mínimo de Exploração) de .. metros.